# Cirrospilopsis
Cirrospilopsis is een geslacht van vliesvleugeligen uit de familie Eulophidae. De wetenschappelijke naam van dit geslacht is voor het eerst geldig gepubliceerd in 1913 door Brèthes.

## Soorten
Het geslacht Cirrospilopsis is monotypisch en omvat slechts de volgende soort:
- Cirrospilopsis verticillata Brèthes, 1913